# Anton Genberg
Anton Jonsson Genberg, född 20 juni 1862 i Östersund, död 8 januari 1939 i Saltsjö-Storängen i Stockholms län, var en svensk målare. Genberg målade naturalistiskt med norrländska fjällvärlden som motiv.

## Liv och verk
Genberg var son till slaktaren Pehr Jonsson och Anna Genberg och från 1895 gift med Maria Charlotta Anderberg. Efter läroverksstudier i Östersund studerade Genberg vid Tekniska skolan i Stockholm 1882-1884 samtidigt bedrev han studier vid Oscar Törnås privata målarskola därefter studerade han för Per Daniel Holm vid Konstakademien 1884-1889, där han belönades med flera stipendier och medaljer. Genberg ställde ut separat ett flertal gånger på Konstnärshuset i Stockholm och medverkade vid utställningar i Berlin, S:t Louis, Buenos Aires och München samt den Baltiska utställningen i Malmö och samlingsutställningar med Sveriges allmänna konstförening och Svenska konstnärernas förening.
Han gjorde sig känd som skildare av snölandskap från Norrland, särskilt fjällandskap. Även Stockholmstrakten, Dalarna och födelsetrakten i Jämtland var populära motiv i Genbergs konst. Han är representerad på Nationalmuseum bland annat med den stora duken Vinterafton. Han var vice ordförande i Svenska konstnärernas förening 1913-1918 och ledamot i styrelsen för Sveriges allmänna konstförening 1906-1939. Han valdes in som ledamot av Konstakademien 1922.
Genberg bodde 1916-1924 på Parkvägen 46 i Storängen, Nacka, i den nationalromantiska Villa Wallbeck-Hansen som senare beboddes av konstnären Roland Svensson. År 1924 lät Genberg bygga en villa på Ängsvägen 14 i Storängen, ritad av arkitekt Per Benson. Där han bodde han till 1929.
Genberg dog 1939 och är begravd i Östersund på Norra Begravningsplatsen.
Genberg är representerad vid Nationalmuseum, Helsingborgs museer
, Gävle museum, Jamtli, Nordiska museet och Västerås konstförenings galleri.

## Verk i urval

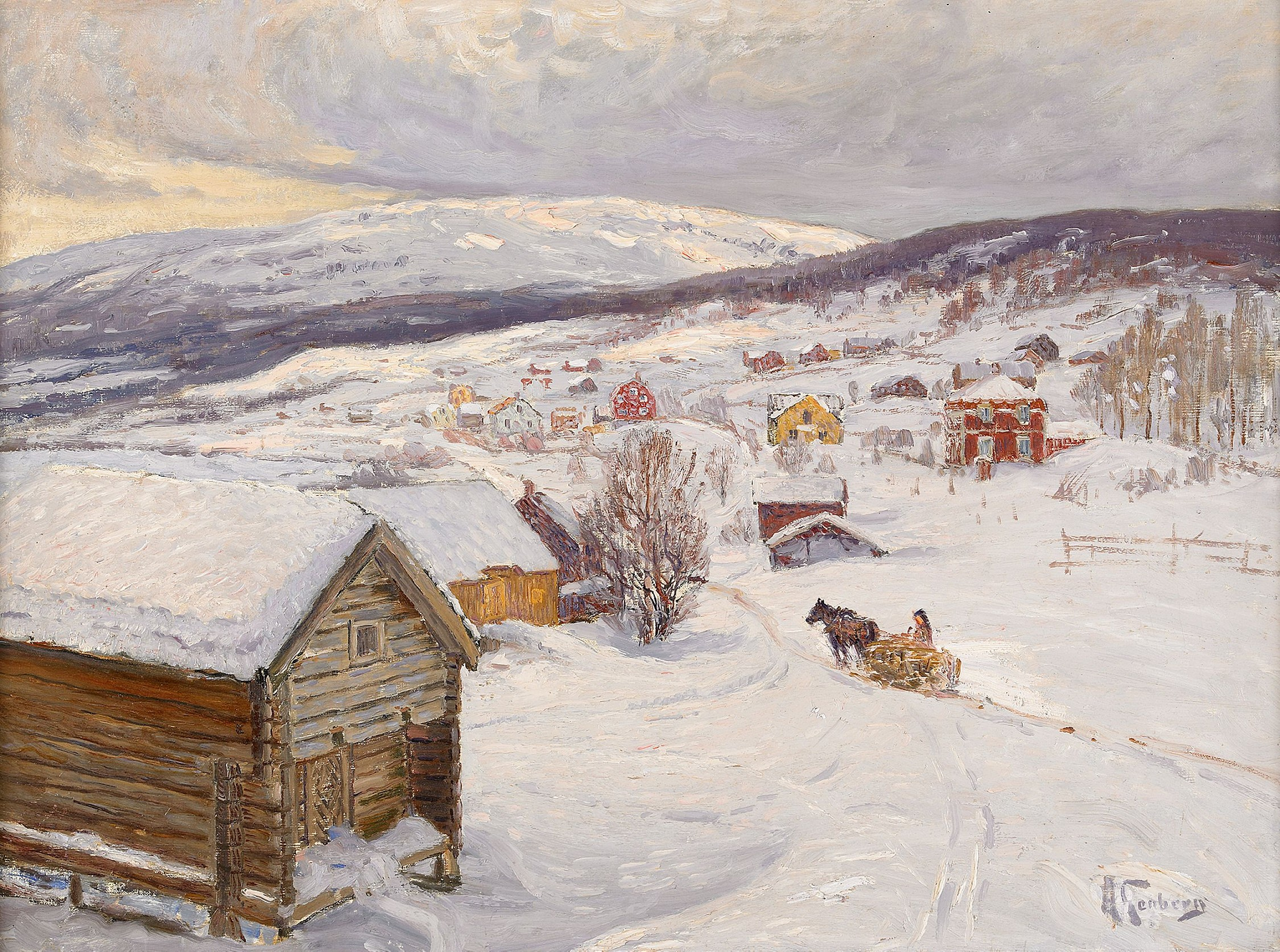
Eftermiddagsstämning - Åre
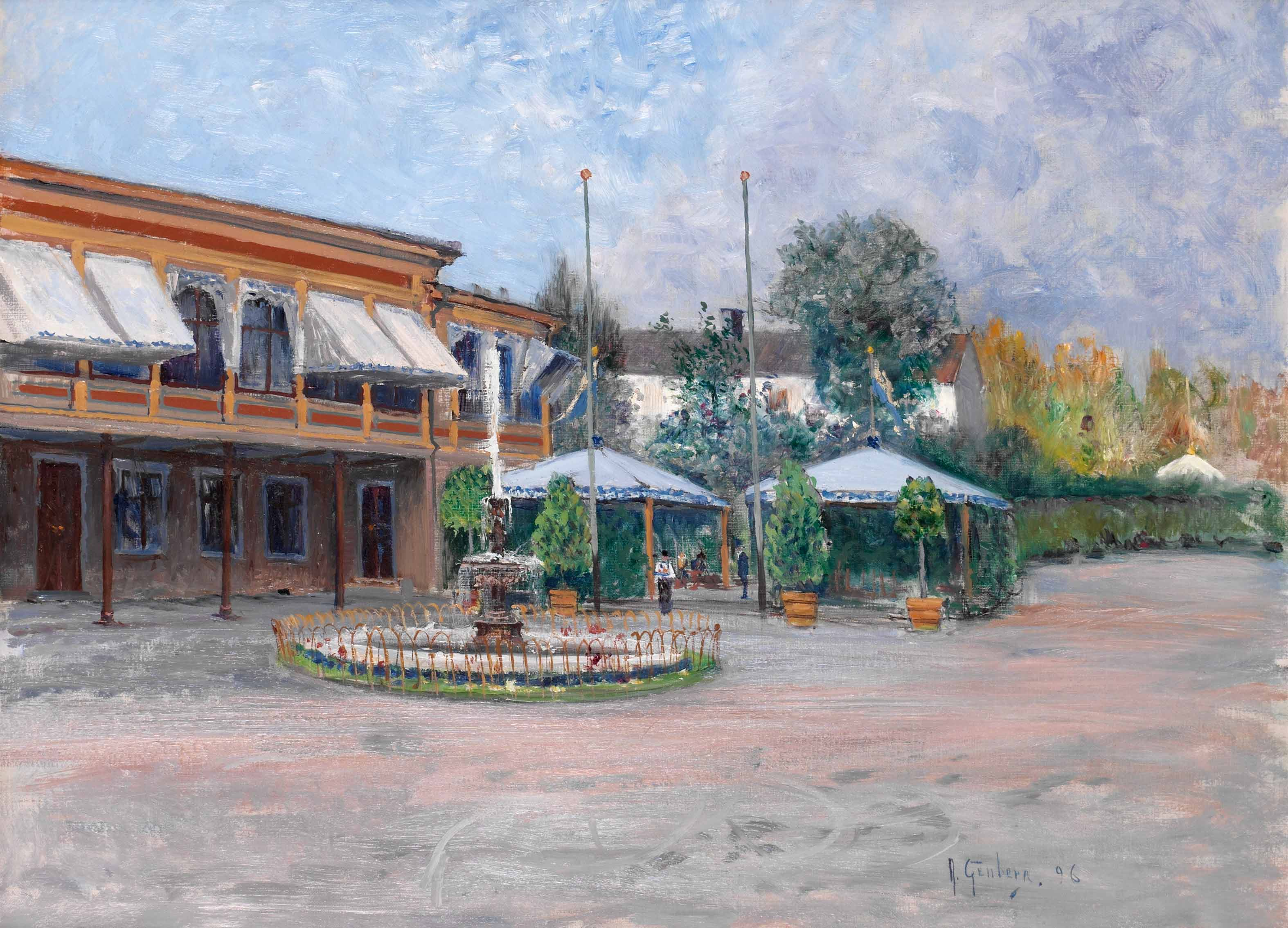
Sommardag
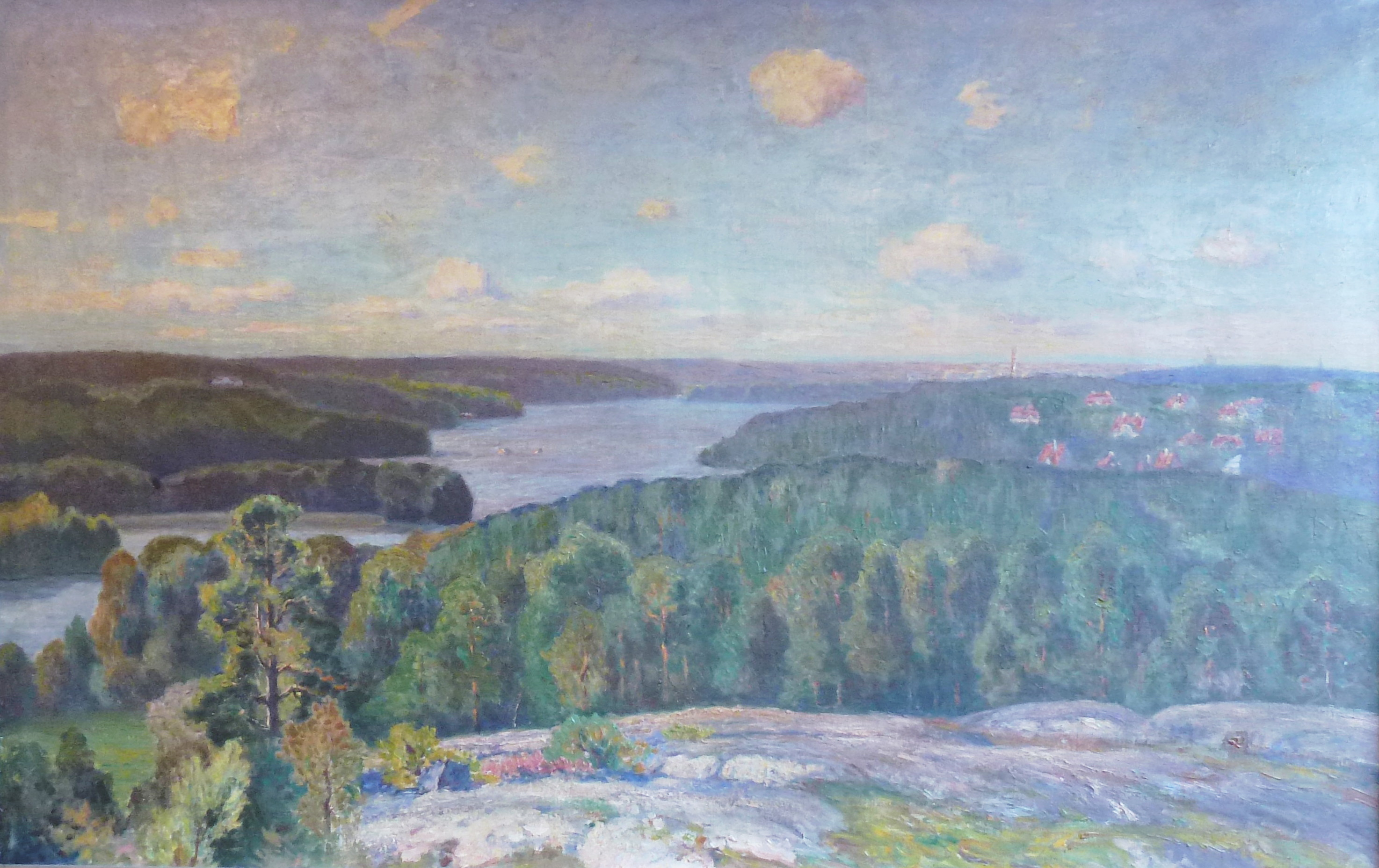
Järlasjön
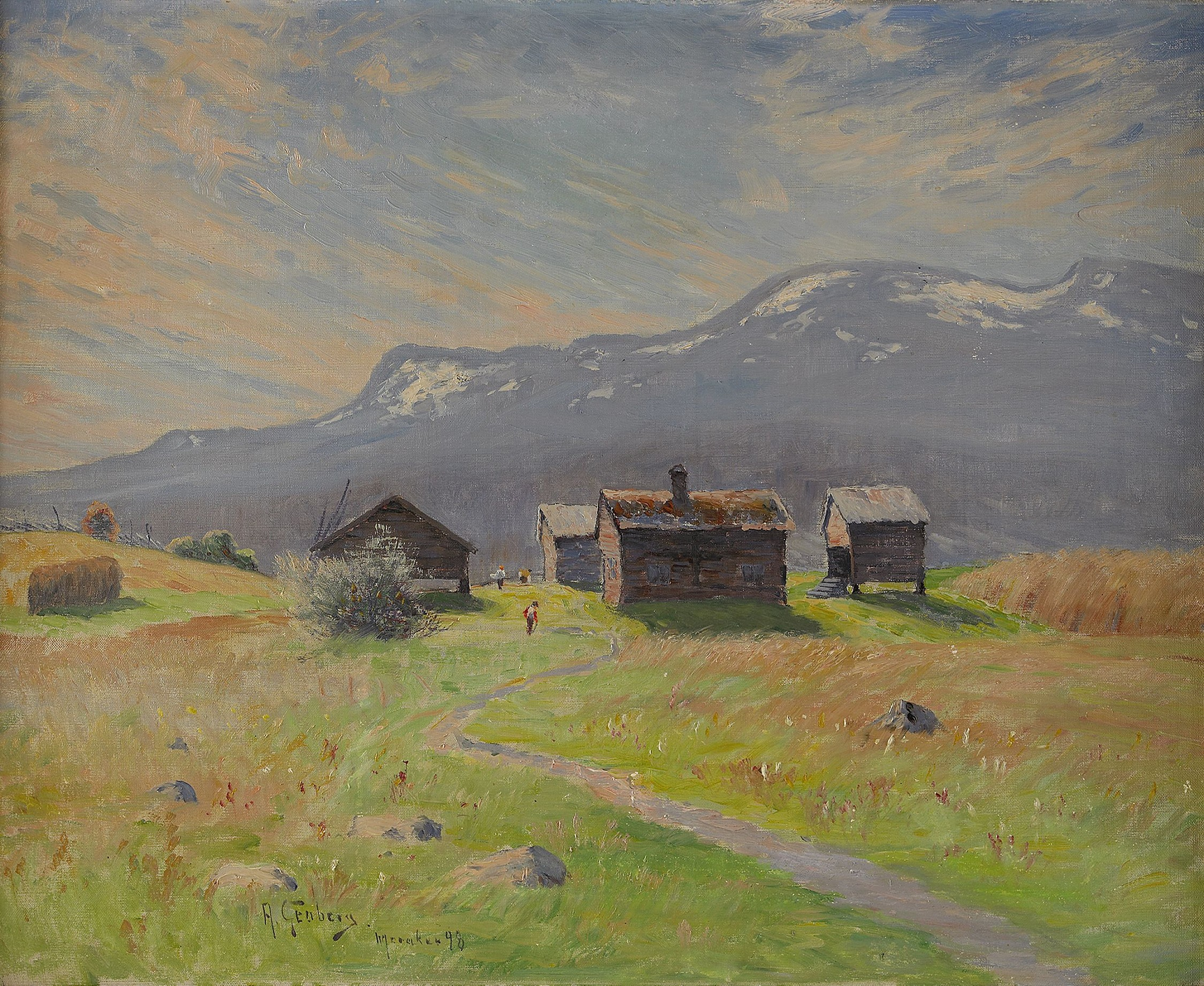
Norrländsk fäbodvall